# Cosmos (restaurant)
Pour les articles homonymes, voir Cosmos.

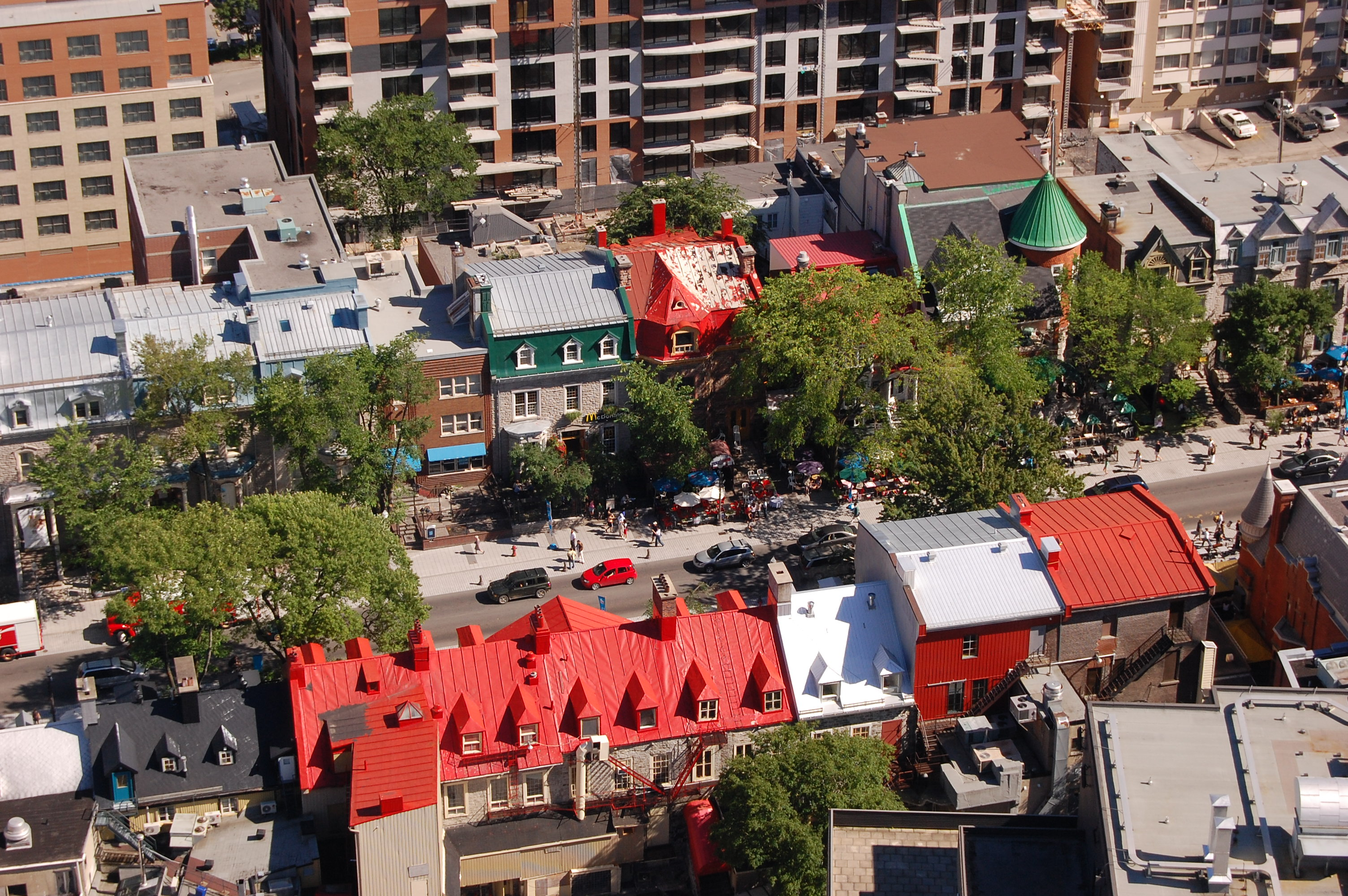
La Grande Allée à Québec

Le Cosmos est une chaîne de restaurants établie à Québec depuis 1994.

## Description
Cosmos possède trois succursales : deux à Québec, dont l'une sur la Grande Allée (dans le Manoir Price) dans le Vieux-Québec et l'autre dans l'arrondissement Sainte-Foy–Sillery–Cap-Rouge, et une troisième à Lévis sur la Rive-Sud de Québec. Les propriétaires des Cosmos sont Louis McNeil, Johanne McNeil, Jean-Pierre Gagnon, Jacques Talbot, Frédéric Brien et Sébastien Gauthier.
Le troisième restaurant de Lévis ouvre ses portes en 2008. Il nécessite un investissement de 3,8 millions de dollars canadiens et fait partie du complexe du Centre de congrès et d'exposition de Lévis. C'est à l'intérieur de celui-ci que s'effectue la préparation des aliments pour les deux autres établissements.
Les restaurants Cosmos comptent 400 employés en 2009.  En septembre 2009, le Cosmos remporte trois prix au gala des Pros de la resto organisé par le magazine Le Chef, dont un d'or pour la qualité de son décor.